# Mikael Lustig
Carl Mikael Lustig (* 13. prosince 1986) je bývalý švédský fotbalista, který hrál na pozici obránce. Svou kariéru začal v roce 2004 v klubu Umeå FC, poté hrál za GIF Sundsvall, Rosenborg BK, Celtic FC a KAA Gent, v roce 2022 ukončil kariéru jako hráč AIK Stockholm. V letech 2008 až 2021 byl reprezentantem Švédska, za kterou odehrál 94 zápasů, Švédsko reprezentoval na třech mistrovstvích Evropy a také na Mistrovství světa ve fotbale 2018.